# Liste der Bodendenkmale in Rietzneuendorf-Staakow
Die Liste der Bodendenkmale in Rietzneuendorf-Staakow enthält alle Bodendenkmale der brandenburgischen Gemeinde Rietzneuendorf-Staakow und ihrer Ortsteile. Grundlage ist die Veröffentlichung der Landesdenkmalliste mit dem Stand vom 31. Dezember 2020. Die Baudenkmale sind in der Liste der Baudenkmale in Rietzneuendorf-Staakow aufgeführt.
|   | Gemarkung             | Flur | Kurzansprache                                      | Bodendenkmalnummer | Bemerkung | Bild |
| - | --------------------- | ---- | -------------------------------------------------- | ------------------ | --------- | ---- |
| 1 | Friedrichshof (Lage)  | 1    | Dorfkern Neuzeit                                   | 12075              |           |      |
| 2 | Rietzneuendorf (Lage) | 4    | Siedlung römische Kaiserzeit                       | 12886              |           |      |
| 3 | Staakow (Lage)        | 1    | Pechhütte Neuzeit, Pechhütte deutsches Mittelalter | 12458              |           |      |
| 4 | Staakow (Lage)        | 1    | Pechhütte deutsches Mittelalter, Pechhütte Neuzeit | 13271              |           |      |